# Климентій Зіновіїв
Климентій Зіновіїв (також Климентій Зіновіїв син, Климентій Трясця; середина XVII ст., імовірно, Правобережна Україна — після 1717, Чернігівщина) — український письменник, представник бароко, один з перших етнографів, священник, церковний діяч, мандрівник.
Зіновіїв був одним із перших українських етнографів: записував українські народні прислів'я та приказки. Писав здебільшого староукраїнською мовою. До нашого часу дійшов лише один великий рукописний збірник творів Климентія Зіновієва. У творах оспівував ремісників, наймитів-бурлаків і селян.

## Біографія
Біографію Климентія Зіновієва можна реконструювати на основі збірки його віршів. Фактичних відомостей про нього збереглося мало. Мотиви злиденного дитинства, сирітства, голодування в дяківській школі, а потім у бурсі дають підставу припускати їхній автобіографічний характер. Походив Зіновіїв із незаможної сім'ї, рано осиротів. Можливо, навчався в дяка при церковній парафії, де і жив, а потім — у Києво-Могилянській колегії, мешкав у бурсі. Молодим постригся в ченці, був монастирським писарем. Згодом, за припущеннями, був священником, а овдовівши, пішов у монастир.
Мандрував українськими землями, збираючи пожертвування для монастиря. Подорожі до монастирів інших країн могли бути пов'язані з різними обставинами церковного життя: храмовими святами, прославленням або вшануванням чудотворних ікон, заснуванням монастирів тощо. Зіновіїв жив на Закарпатті, Волині, Київщині, у Слобідській Україні, Запорозькій Січі, бував у Польщі, Білорусі, Литві, Росії. Знав церковнослов'янську, латинську, польську, російську мови, орієнтувався в білоруській та литовській мовах.
Зіновіїв був дуже спостережливим, допитливим, багато думав і читав, любив не тільки церковні співи (сам співав ірмолоя), а й народні думи та пісні, кохався в малярстві. Мав схильність до віршування. Знаючи закони силабічної версифікації, свої спостереження і роздуми втілював у поетичній формі. Багато хворів, зазнав гонінь, але, мандруючи, дожив до похилого віку. Помер на Чернігівщині в сані ієромонаха після 1712 р.

## Історія видань
Майже через 150 років після смерті Зіновієва в одному з чернігівських монастирів український письменник-етнограф Олександр Шишацький-Ілліч натрапив на збірку його творів. Рукопис не мав ні початку, ні кінця, налічував 321 списану сторінку (з можливих 400) і поділявся на три частини:
- збірку віршів, що її поет готував до друку;
- збірку народних прислів'їв та приказок, розміщених за алфавітом;
- вірші, дописані Зіновієвим пізніше.

Шишацький передав рукопис Пантелеймонові Кулішу, і 1859 р. в «Руській бесіді» вийшла його розвідка «Климентий, украинский стихотворец времен гетмана Мазепы». Розширену розвідку було надруковано в січневому номері журналу «Основа» за 1861 р. Вірші Зіновієва викликали жваве зацікавлення, на них покликалися при вирішенні суперечливих питань, використовуючи як історичні свідчення очевидця. Зі збірки робив виписку народних афоризмів фольклорист і етнограф Опанас Маркевич, їх уводила в художні твори Марко Вовчок.

На початку XX ст., працюючи над «Історією української літератури», Іван Франко виділив окремо розділ під назвою «Климентій Трясця і Григорій Сковорода». Учений спирався тільки на уривки віршів, наведених Кулішем, бо існувала версія, що рукопис Зіновієва загинув під час пожежі на Кулішевому хуторі. Франка приваблювало те, що вірші містять «дуже багато характерних рис для розуміння життя і побуту особливо нижчих народних верств придніпрянської України», дають «інтересний матеріал для змалювання культури початку XVIII ст.». Проводячи аналогії з Григорієм Сковородою, дослідник писав: 
1909 року Сергій Маслов віднайшов рукопис Зіновієва у фондах бібліотеки Київського університету св. Володимира, а 1912 року Володимир Перетц опублікував усю його поетичну спадщину.
1971 року Інститут мовознавства ім. О. О. Потебні видав повністю автограф Зіновієва, тобто вірші та «приповісті посполиті». Філологи, історики, етнографи, економісти та правознавці отримали безцінний матеріал (близько 400 віршів і 24 тисячі прислів'їв та приказок), який доповнює уявлення про Україну кінця XVII — поч. XVIII ст.
Збірка прислів'їв, приказок, народних афоризмів, що їх зібрав Климентій, є джерелом вивчення живої української мови кінця XVII — початку XVIII ст. Детальне дослідження поетичної мови Климентія яскраво виявляє її широку народну основу.

## Творчість
Цінність творів Зіновієва в їхній художній якості, зумовленій жвавістю образного мислення поета й органічним засвоєнням скарбів народної мови. Він продовжив демократичні традиції української літератури, які започаткував Іван Вишенський і згодом продовжили Григорій Сковорода й Тарас Шевченко.
Герої його творів — представники всіх верств і прошарків населення України. Це селяни, козаки, ремісники, духівництво (чорне й біле), торговці, музиканти, малярі, шафарі (управителі, економи), судді, підсудки тощо. З гіркотою констатує поет, що людей бідних незрівнянно більше, ніж заможних, бачить, що довкола точиться жорстока боротьба за існування, коли «чловεкъ чловέка рад бы въ εди́нъ ча́съ зъгубы́т: и ґды б мощно то моглъ бы жыва́го поглоти́тъ».
Вірші «про злих людей» відкривають цілу галерею хворобливих явищ суспільної дійсності: наклепників, злодіїв, здирців, кривоприсяжників, невідплатних боржників, грабіжників, катів, скнар, волоцюг тощо. Деякі з авторових настанов інколи здаються нам суперечливими. Зокрема, він засуджує тих, хто залишає своїх панів і тікає «на слободи», де потрапляє в злидні. Серед відразливих для автора суспільних явищ є й паління тютюну, від якого Климентій просить Бога себе охоронити, «жеб несмрадными устами молитву чинити».
На противагу засуджуваним автором суспільним вадам у циклі віршів «О людех добрых, побожных, милостивых, ласкавых и о страннопріємных» створюється низка позитивних та доброчесних образів. Порівняно з попереднім циклом, цей значно скромніший. Привертає увагу вірш 71 «О премѣнностях свѣтовых», де розробляється найхарактерніший для бароко мотив «vanitas»: марнотності, змінності долі. «Всяка рѣч на свѣтѣ премѣненна бываєт», «вси преходят, яко воздушныє вѣм хмуры» — констатує автор. Доброчесності тут зображені в одному комплексі з земними стражданнями: самотністю, хворобами тощо.
Цілий цикл «О богатствах и о нищетах, и о нендзах, и о скорбех и о печалех и о мятежах» будується на ще одному головному бароковому мотиві: антитезі «багатство — убогість». Климентій пише про скорботи, що їх переживає людина на землі, про незбагненність життя, що декому дає багатство без жодних на те причин. Однак багатство тягне за собою й свої небезпеки та суспільну відповідальність: «за слезы убогих Бог таких караєт». Мова автора тяжіє до афористичної насиченості, він залучає фольклорних прислів'їв і приказок.